# イノベーション
イノベーション（英: innovation）とは、物事の「新機軸」「新結合」「新しい切り口」「新しい捉え方」「新しい活用法」（を創造する行為）のこと。

## 語源
英語の「innovation」は動詞「innovate」（革新する・刷新する）に名詞語尾「-ation」が付いたもので、「innovate」はラテン語の動詞「innovare」（リニューアルする）の完了分詞形「innovatus」（リニューアルされたもの）から由来している。更に、「innovare」は「in-」（「内部へ」の方向を示す接頭辞）と動詞「novare」（新しくする）に分解される。動詞「novare」は形容詞の「novus」（新しい）から由来している。
「innovation」という語自体の用例は1440年から存在するラテン語あるいはイタリア語の名詞である（シュンペーターは複数のヨーロッパ言語に堪能だった）。
なお、「innovation」の訳語として日本語でよく使われる「技術革新」は、より近い意味の英語で「technical innovation」あるいは「technological innovation」と言うのが相応しく、誤訳とされることも多い。

## 定義
新しい技術の発明を指す事との認識が多いが、それだけでなく新しいアイデアから社会的意義のある新たな価値を創造し、社会的に大きな変化をもたらす自律的な人・組織・社会の幅広い変革を意味する。つまり、それまでのモノ・仕組みなどに対して全く新しい技術や考え方を取り入れて新たな価値を生み出して社会的に大きな変化を起こすことを指す。また、イノベーションに関する文献の調査では、多種多様な定義があることが分かっている。2009年のBaregheh らの調査では、様々な科学論文で約60の定義があり、2014年の調査では40以上あることが判明した。
イノベーションは、1911年に、オーストリア出身の経済学者であるヨーゼフ・シュンペーターによって、初めて定義された。シュンペーターはイノベーションを、「経済活動の中で生産手段や資源、労働力などをそれまでとは異なる仕方で新結合すること」と定義した。

### 日本での使われ方
1958年の『経済白書』において、イノベーションが「技術革新」と翻訳紹介され、日本においてはこの認識が定着している。1958年は日本経済が発展途上であり、新技術の発見と技術の革新、あるいは技術の改良が死活的であり重要な時代だった。
その後の成熟した日本経済においては、技術に限定しすぎた「技術革新」は、社会的なニーズを無視、軽視した技術開発を招き、新たな経済成長の妨げともなっている。イノベーションとは、経済成長を生み出すような社会的影響を及ぼすものを指す用語であり、技術革新だけでなく価値の創造と普及するものを指す。このため、「技術革新」は誤訳と批判されることもある。
中小企業庁が発刊する『2002年版中小企業白書』では、「経営革新」にイノベーションの括弧書きをしている。
2007年の『経済白書』においては、シュンペーターの定義に立ち返り、イノベーションを「新しいビジネスモデルの開拓なども含む一般的な概念」としている。
たとえば、それまでの社会的な通念を覆すようなマーケティング・コンセプトも、社会通念と新たなコンセプトとの思ってもみない「新結合」だと考えれば、社会的なニーズをリードし、広告すら含めた一般的な経営上の創意工夫をイノベーションといえる。

## 分類
イノベーションの分類方法は様々なものが知られている。シュンペーターはイノベーションには以下の5種類の分類があるとしている。
- 新しい財貨（製品）すなわち消費者の間でまだ知られていない財貨、あるいは新しい品質の財貨の生産 - プロダクション・イノベーション
- 新しい生産方法の導入 - プロセス・イノベーション
- 新しい販路の開拓 - マーケット・イノベーション
- 原料あるいは半製品の新しい供給源の獲得 - サプライチェーン・イノベーション
- 新しい組織の実現 - オルガニゼーション・イノベーション

イノベーションは国の経済成長にも極めて重要な役割を果たす。

## 種類
イノベーションの種類を定義するいくつかのフレームワークが提案されている。

### 持続的・破壊的イノベーション
クレイトン・クリステンセンが提案した枠組みでは、持続的イノベーション (Sustaining innovation) と破壊的イノベーション (Disruptive innovation) の区別を行う。持続的イノベーションは、現在の顧客の既知のニーズ(例えば、より高速なマイクロプロセッサ、フラットスクリーンテレビ)に基づく製品またはサービスの改善である。一方、破壊的イノベーションとは、新しい製品やサービスが新しい市場(例えばトランジスタラジオ、無料のクラウドソーシング百科事典など)を生み出し、最終的に確立された競合他社を置き換えるプロセスを指す。クリステンセンによれば、ビジネスの長期的な成功には破壊的イノベーションが不可欠である。
破壊的イノベーションは、多くの場合、破壊的なテクノロジーによって実現される。マルコ・イアンシティとカリム・R・ラカニは、基盤的技術は、長期的にグローバルなテクノロジーシステムの新しい基盤を作り出す可能性を秘めるものと定義している。基盤的技術は、長年にわたってまったく新しいビジネスモデルが出現するにつれて、ビジネスオペレーションモデルを変革する傾向があり、イノベーションが徐々に着実に採用され、技術や制度の変化の波が起こっていく。パケット交換通信プロトコルTCP/IPは、もともと米国国防総省の電子通信(電子メール)の単一のユースケースをサポートするために1972年に導入され、ワールドワイドウェブの出現で1990年代半ばになって広く採用された基礎技術である。

### 4種類モデル
イノベーションマネジメントコースで共通して学習するもう一つのフレームワークは、ヘンダーソンとクラークによって提案されているものである。彼らはイノベーションを4つの種類に分けている。
- 革新的イノベーション (Radical innovation) - 「新しいドミナントデザインを確立し、そしてそれゆえに新しいアーキテクチャ内で結び付けられたさまざまなコンポーネントに体現された、一連の新しい中核的設計概念を確立する。」

- 漸進的イノベーション (Incremental innovation) - 「確立された設計を改良したり拡張したりするものである。そこでは、個々のコンポーネントは改良されても、その根底にある中核的設計概念やコンポーネント間の連携方法は変わらない。」

- アーキテクチャ・イノベーション (Architectural innovation) - 「既存のコンポーネントを新しい方法で結び付けるための、既存システムの再構成。」

- モジュール・イノベーション (Modular Innovation) - 「技術の中核的設計概念だけを変化させるイノベーション。」

ヘンダーソンとクラーク、クリステンセンが技術革新について語る一方で、サービスイノベーションや組織イノベーションなど、他の種類のイノベーションもある。

### 平和工学イノベーション
2023年までの過去15年間で、世界の平和レベルは約5％低下しており、イノベーションは従来、破壊的なものと考えられてきた。破壊的イノベーションは文字どおり物理的に破壊するものではないが、平和工学的イノベーションは2020年頃から急速に台頭してくる。質の高い証拠とされる統計的文献分析（メタアナリシス）によれば、紛争解決などでも役割を果たす平和工学イノベーションは、従来のイノベーションの定義や原則を根本から変える可能性を秘めている。

## イノベーター理論
イノベーター理論は、1962年にスタンフォード大学の社会学者であるエヴェリット・ロジャースによって提唱され、別名普及学とも言われる。イノベーションが起こってから流行する過程において、その社会を構成するメンバーを「イノベーター」「アーリーアダプター」「アーリーマジョリティ」「レイトマジョリティ」「ラガード」の5種類に分類したものである。

## 指数
いくつかの指数 (インデックス) が知られている。
米ブルームバーグ通信は毎年国別にイノベーション指数（Innovation Index）を発表している。日本ではイノベーション番付などと呼ばれ、研究開発への投資額やハイテク上場企業の集中度、高等教育の生産性などを基準にしている。
グローバル・イノベーション・インデックス は、イノベーションの能力と成功度による国の年間ランキングである。コーネル大学、INSEAD、および世界知的所有権機関が、他の組織や機関と協力して公開しており、国際電気通信連合、世界銀行、世界経済フォーラムを含むいくつかのソースから得られた主観的および客観的データに基づいている。
| Rank | Country/Territory | Index |
| ---- | ----------------- | ----- |
| 1    | ドイツ            | 87.38 |
| 2    | 韓国              | 87.3  |
| 3    | シンガポール      | 85.57 |
| 4    | スイス            | 85.49 |
| 5    | スウェーデン      | 84.78 |
| 6    | イスラエル        | 84.49 |
| 7    | フィンランド      | 84.15 |
| 8    | デンマーク        | 83.21 |
| 9    | アメリカ          | 81.40 |
| 10   | フランス          | 81.67 |

| Rank | Country/Territory | Index |
| ---- | ----------------- | ----- |
| 1    | スイス            | 66.08 |
| 2    | スウェーデン      | 62.47 |
| 3    | アメリカ          | 60.56 |
| 4    | イギリス          | 59.78 |
| 5    | オランダ          | 58.76 |
| 6    | デンマーク        | 57.53 |
| 7    | フィンランド      | 57.02 |
| 8    | シンガポール      | 56.61 |
| 9    | ドイツ            | 56.55 |
| 10   | 韓国              | 56.11 |

| Rank | Country/Territory | Index |
| ---- | ----------------- | ----- |
| 1    | シンガポール      | 73    |
| 2    | スイス            | 72    |
| 3    | ベルギー          | 59    |
| 4    | ドイツ            | 55    |
| 5    | スウェーデン      | 54    |
| 6    | アメリカ          | 52    |
| 7    | イギリス          | 52    |
| 8    | デンマーク        | 51    |
| 9    | アイルランド      | 51    |
| 10   | 韓国              | 51    |

### 概念、学問分野
- 需要
- 限界効用逓減の法則
- イノベーションのジレンマ
- 生産性のジレンマ
- ジェボンズのパラドックス
- 創造性
- 普及学
- コマーシャルイノベーション
- オープンイノベーション
- 越境転職-転職者をイノベーションにつなげる考え方。
- ソーシャルイノベーション
- パラダイムシフト
- セレンディピティ
- デザイン思考
- ゲームチェンジャー、文化的特異点、イノベーター
- 日本経営学会
- 技術的変化

### 行事
- 群馬イノベーションアワード
- 日本イノベーター大賞

### 人物
- ヨーゼフ・アーロイス・シュンペーター
- クレイトン・クリステンセン - 『イノベーションのジレンマ』
- ピーター・ドラッカー - 『イノベーションと企業家精神』著者
- 伊丹敬之 - 『イノベーションを興す』（日本経済新聞出版社）著書
- エヴェリット・ロジャース - 『イノベーションの普及』著者